# 益康路站
益康路站（建设时工程名为万盛北街站）是济南轨道交通2号线的地铁车站，位于中华人民共和国山东省济南市天桥区堤口路街道堤口路与益康路交叉口地下，2021年3月26日投入运营。

## 车站构造
益康路站为地下二层的11米岛式车站。

## 出入口
| 編號     | 指示                             |
| -------- | -------------------------------- |
| 出口 · A | 堤口路与益康路交叉口以西30米路北 |
| 出口 · B | 堤口路与益康路交叉口以东50米路北 |